# Karl-Heinz Schröter

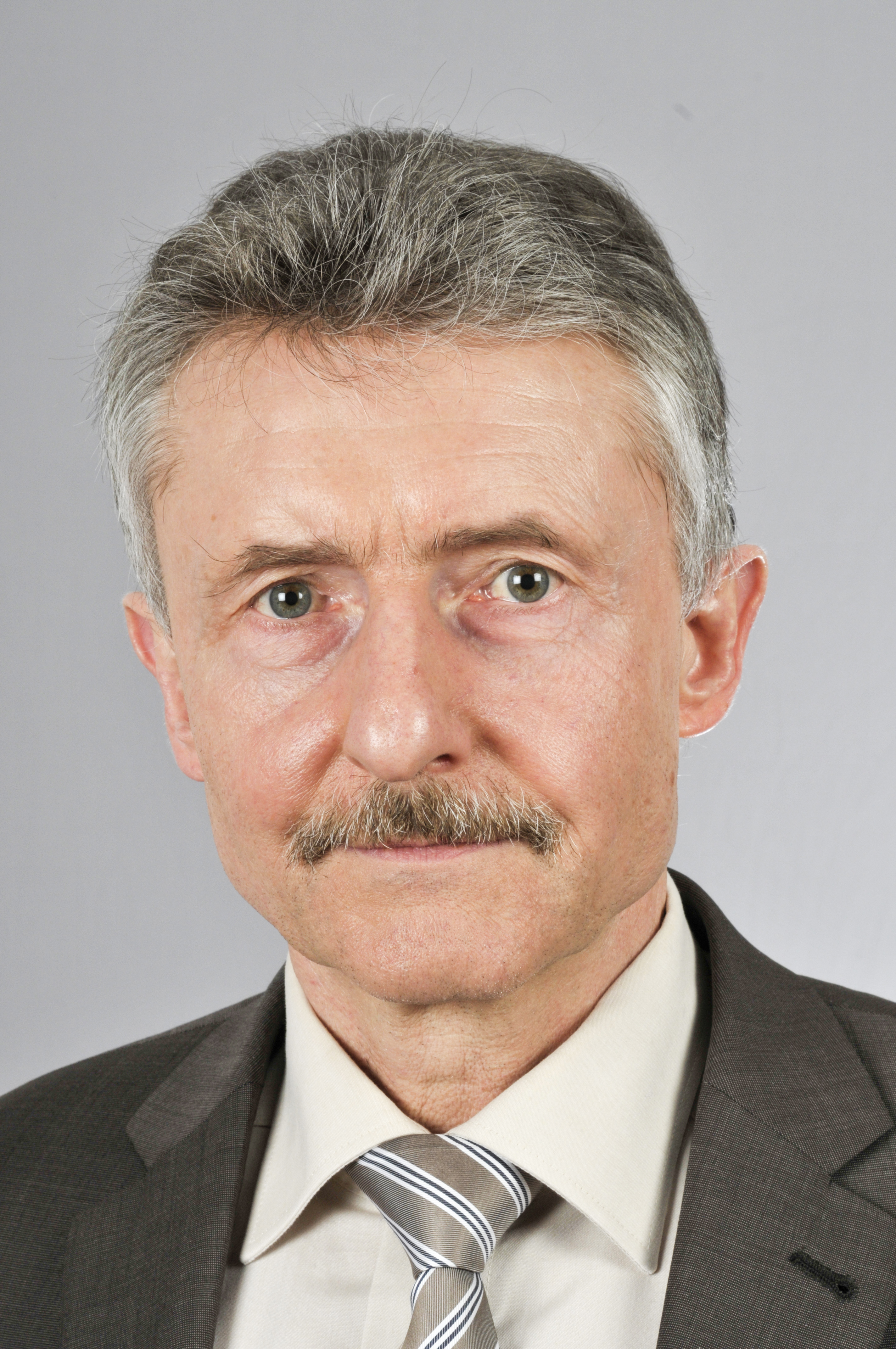
Karl-Heinz Schröter 2016

Karl-Heinz Schröter (* 26. Oktober 1954 in Frankfurt (Oder)) ist ein deutscher Politiker (SPD). Vom 5. November 2014 bis zum 20. November 2019 war er Minister des Innern und für Kommunales des Landes Brandenburg im Kabinett Woidke II. Schröter war von 1990 bis 1994 Mitglied des Deutschen Bundestages und von 1990 bis 2014 Landrat des Kreises Oranienburg bzw. des Landkreises Oberhavel.

## Leben
Nach dem Besuch der Polytechnischen Oberschule und der Erweiterten Oberschule erhielt Schröter im Jahr 1973 das Abitur. Anschließend leistete er bis 1975 seinen Grundwehrdienst. Schröter studierte an der Universität Rostock und schloss 1980 als Diplom-Ingenieur für Landtechnik ab. Danach war er bis 1990 in der landtechnischen Instandhaltung tätig, zuletzt als technischer Bereichsleiter im Volkseigenen Gut Tierproduktion Berlin. Schröter ist katholisch, verheiratet und hat zwei Kinder. Er lebt in Hohen Neuendorf und ist Marathonläufer.

## Politik
Schröter wurde im Jahr 1989 Mitglied der Sozialdemokratischen Partei in der DDR, die 1990 in der Sozialdemokratischen Partei Deutschlands (SPD) aufging, und ein Jahr später Vorsitzender des SPD-Kreisverbands Oranienburg. Im Mai 1990 wurde Schröter zum Landrat des Kreises Oranienburg gewählt. In den Jahren 1990 bis 1994 war er zugleich Mitglied des Deutschen Bundestages als direkt gewählter Abgeordneter des Wahlkreises Oranienburg – Nauen. Im Jahr 1994 wurde Schröter Landrat des neu gebildeten Landkreises Oberhavel sowie Vorsitzender des Landkreistages Brandenburg und Vizepräsident des Deutschen Landkreistages. 2001 erfolgte seine Wiederwahl als Landrat.
In Bezug auf eine mögliche Neugliederung des Bundesgebietes sprach sich Schröter im Jahr 2000 für die Schaffung eines großen Nord-Ost-Staates aus. Dieser sollte aus den Ländern Berlin, Brandenburg, Mecklenburg-Vorpommern und Sachsen-Anhalt gebildet werden mit Schwerin als Hauptstadt. 2006 wurde Schröter als Kandidat für das Amt des Vorsitzenden der brandenburgischen SPD gehandelt, aus dem sich Matthias Platzeck damals zurückzog. Im brandenburgischen Bildungswesen forderte Schröter 2007 als zentrale Reform eine stärkere Dezentralisierung der Schulpolitik. Die Kommunen als Träger der Schulen sollten auch die Personalverantwortung für die Lehrer erhalten, die bisher beim Land liegt. Im Rahmen der Errichtung des Flughafens Berlin Brandenburg plädierte Schröter 2008 für die Offenhaltung des von der Schließung bedrohten Flughafens Berlin-Tegel. Andernfalls befürchtete er Nachteile für die wirtschaftliche Entwicklung Oberhavels.
Im November 2009 wurde Schröter durch den Kreistag Oberhavel als Landrat wiedergewählt. Die Fraktionen von CDU, SPD und FDP hatten zuvor einen Antrag im Kreistag abgelehnt, eine Option der brandenburgischen Kommunalverfassung zu nutzen und den neuen Landrat direkt durch die Bürger wählen zu lassen. Einige Fraktionsmitglieder bekundeten, eine Direktwahl sei ihnen zu riskant. Schröter selbst hatte im Jahr 2007 die Diskussion über eine Direktwahl der Landräte in Brandenburg als völlig überflüssig bezeichnet.
Schröter wurde am 5. November 2014 Innenminister von Brandenburg. Nach der Bildung des Kabinett Woidke III schied er im November 2019 aus seinem Ministeramt aus.
Am 18. September 2020 erhielt Schröter sowie sein nachfolger Michael Stübgen den Negativpreis BigBrotherAward für die dauerhafte Speicherung von Autokennzeichen. Der Jury zufolge handle es sich um „[e]ine Vorratsdatenspeicherung für Bewegungsdaten von Autos“, die gesetzwidrig sei. Zu dieser Einschätzung kam zuvor auch die Landesbeauftragte für den Datenschutz Dagmar Hartge.